# Struer Energi Park
Struer Energi Park er et idrætsanlæg i Struer på Park Allé 4, 7600 Struer. Centeret rummer 6 idrætshaller, 2 opvisningshaller med tribuner, 1 hal med springgrav og 3 mindre multihaller, fitnesscenter, squash og svømmehal, samt et stort sportstorv med lounge og café.
Opvisningshal 1, med tribune, bliver til dagligt brugt af det lokale håndboldhold Struer Håndbold og nogle ligakampe for TTH Holstebro. I hallen er der plads til i alt 815 tilskuer
Energi Parken blev indviet i 2017.

## Eksterne kilder og henvisninger
1. ↑  "Faciliteter i Struer Energi Park". nsbic. Hentet 30. januar 2019.

- Hjemmeside (Webside ikke længere tilgængelig)

|  | Denne artikel om en bygning eller et bygningsværk kan blive bedre, hvis der indsættes et (bedre) billede. Du kan hjælpe ved at afsøge Wikimedia Commons for et passende billede eller lægge et op på Wikimedia Commons med en af de tilladte licenser og indsætte det i artiklen. |

|  | Denne artikel kan blive bedre, hvis der indsættes geografiske koordinater Denne artikel omhandler et emne, som har en geografisk lokation. Du kan hjælpe ved at indsætte koordinater i wikidata. |